# Кристофър Даниъл Барнс
Кристофър Даниъл Барнс (на английски: Christopher Daniel Barnes; роден на 7 ноември 1972 г.) е американски актьор, известен най-вече с ролята си на Спайдър-Мен в „Спайдър-Мен: Анимационният сериал“.

## Кариера

### Озвучаване за Дисни
Широко популярен е с изпълняването на гласа на принц Ерик в анимационния филм „Малката русалка“ от 1989 г. Той е само на 16 години, когато озвучава ролята, но продуцентите го избират, понеже звучи като много по-възрастен. Връща се към ролята за играта Kingdom Hearts II от 2006 г., но поради заетост няма тази възможност за филма „Малката русалка 2: Завръщане в морето“ от 2000 г. и бива заместен от Роб Полсън. Барнс озвучава Чаровния принц в продълженията на „Пепеляшка“ – „Пепеляшка 2: Мечтите стават реалност“ и „Пепеляшка 3: Вихърът на времето“.

### Ролята на Спайдър-Мен
Най-известната му роля е тази на Питър Паркър/Спайдър-Мен в „Спайдър-Мен: Анимационният сериал“ от 1994 до 1998 г. Той озвучава и Спайдър-Мен Ноар във видеоиграта Spider-Man: Shattered Dimensions и Спайдър-Мен 2099 в Spider-Man: Edge Of Time.

### Игрални роли
От 1998 до 2000 г. играе ролята на Ленард Рикетс в ситкома „Малкълм и Еди“.